# El Kala
El Kala (arabisk: القالة, latin: Thinisa in Numidia) er en havneby i El Tarf-provinsen i Algeriet. Den ligger 90 km med tog øst for Annaba og 16 km vest for den tunesiske grænse. Den er centrum for det algeriske og tunesiske koralfiskeri og har en omfattende industri inden for konservering af sardiner. Havnen er lille og udsat for nordøst- og vestenvinden.
El Kala tiltrækker turister fra inden for og uden for landet, især om sommeren. Det er hjemsted for et enestående økosystem og blev erklæret et biosfærereservat af UNESCO i 1990. Se: El Kala Nationalpark og Biosfærereservat.

## Historie
Thinisa i Numidia var en gammel by i den romerske provins Numidien. Det var vigtigt nok at blive bispedømme. Den gamle befæstede by blev bygget på en omkring 400 meter lang klippehalvø, forbundet med fastlandet med en sandbanke.
Franske og italienske koralfiskervirksomheder var interesserede i området fra så tidligt som i 1553. En handelsbastion  kaldet "Bastion de France" af dets korsikanske grundlæggere blev etableret i denne periode primært for at udnytte røde koraller og også for at lette handelen mellem det sydlige Frankrig og den del af det nordlige Algeriet. Bastionen blev lukket ned og vendte tilbage til Beyen af Constantine i 1816.
Efter franskmændenes besættelse af La Calle i 1836 blev en ny by bygget op langs kysten.

## Det titulære stift af Thinisa i Numidien
I 1933 blev det antikke stift Thinisa i Numidien nominelt gendannet som en katolsk titulær stol af den laveste (episkopale) rang.
Det har haft følgende indehavere:
- Francesco Venanzio Filippini, Franciskanerordenen (OFM) (1933.05.23 – 1973.03.31)
- Mario Revollo Bravo (1973.11.13 – 1978.02.28) (senere kardinal)
- Javier Lozano Barragán (1979.06.05 – 1984.10.28) (senere kardinal)
- Mario Picchi, Salesianerne (SDB) (1989.06.19 – 1997.03.29)
- Vincenzo Pelvi (1999.12.11 – 2006.10.14) (senere ærkebiskop af Foggia-Bovino )
- Laurent Chu Văn Minh, hjælpebiskop af Hanoi (Vietnam) (15.10.2008 – i dag)